# Bänklängd
Bänklängd eller stolrumslängd var en kyrkbok som angav hur kyrkans bänkar skulle fördelas mellan församlingsmedlemmarna. I den fördes det in uppgifter om var folk från olika gårdar eller familjer skulle sitta i kyrkan.